# ヤヌシュ・パヴウォフスキ
ヤヌシュ・パヴウォフスキ（Janusz Pawłowski、1959年7月20日 - ）は、ポーランドのポモージェ県・ソポト出身の柔道選手。現役時代は65kg級の選手。身長165cm。

## 人物
1979年の世界選手権65kg級では3位になった。翌年の1980年モスクワオリンピックでは銅メダルを獲得した。1983年の世界選手権でも3位となったが、翌年のロサンゼルスオリンピックはポーランドがボイコットしたために出場できなかった。1987年の世界選手権でも3位となった。翌年の1988年ソウルオリンピックでは準決勝で山本洋祐と対戦して、優勢に試合を進められていたが終盤に背負投で破るものの、決勝では地元韓国の李璟根に判定で敗れて銀メダルにとどまった。

## 主な戦績
- 1978年 - 世界学生　3位
- 1979年 - オランダ国際　2位
- 1979年 - ポーランド国際　3位
- 1979年 - 世界選手権　3位
- 1980年 - ハンガリー国際　優勝
- 1980年 - ヨーロッパ選手権　5位
- 1980年 - ポーランド国際　優勝
- 1980年 - モスクワオリンピック　3位
- 1981年 - ポーランド国際　優勝
- 1982年 - ソ連国際　3位
- 1982年 - ポーランド国際　優勝
- 1982年 - ヨーロッパ選手権　3位
- 1982年 - 世界学生　2位
- 1983年 - ハンガリー国際　優勝
- 1983年 - ドイツ国際　優勝
- 1983年 - ヨーロッパ選手権　3位
- 1983年 - ポーランド国際　優勝
- 1983年 - 世界選手権　3位
- 1984年 - ドイツ国際　優勝
- 1984年 - ヨーロッパ選手権　5位
- 1985年 - ドイツ国際　2位
- 1985年 - ポーランド国際　3位
- 1985年 - 世界選手権　5位
- 1986年 - ドイツ国際　優勝
- 1986年 - ヨーロッパ選手権　3位
- 1986年 - ポーランド国際　優勝
- 1987年 - ドイツ国際　優勝
- 1987年 - ポーランド国際　2位
- 1987年 - 世界選手権　3位
- 1988年 - ドイツ国際　優勝
- 1988年 - ソウルオリンピック　2位